# Taxonomie
Taxonomia (numită uneori și taxologie) este o disciplină științifică care se ocupă cu stabilirea unor legi de clasificare și sistematizare a unor domenii reale, caracterizate printr-o structură complexă.
În contextul științelor biologice, termenul de taxonomie desemnează o disciplină de studiu a grupelor  de plante și de animale sub aspectul clasificării și descrieroii speciilor.
În internet, clasificarea în acest fel a elementelor de conținut (pagini de internet, posturi pe blog, fotografii, filme etc.) duce la formarea așa-ziselor taxonomii populare sau folksonomii. 